# Острівний регіон Негрос
Острівний регіон Негрос (хіл.: Rehiyon sang Pulo sang Negros; себ.: Rehiyon sa Isla sa Negros; філ.: Rehiyon ng Pulo ng Negros; абревіатура NIR) — 18-й регіон Філіппін, який включає провінції Західний Негрос, Східний Негрос та високоурбанізоване місто Баколод на острові Негрос.
Регіон був створений на підставі розпорядження № 183, виданого президентом країни Бенігно Акіно III 29 травня 2015 року. 9 серпня 2017 року був розділений між регіонами Західні Вісаї та Центральні Вісаї.

## Адміністративний поділ
Острівний регіон Негрос складається з одного високоурбанізованого міста, 18-ти міст, 38-ми муніципалітетів та 1 219 баранґаїв.

### Провінції
| Провінція       | Адміністративний центр | Населення (2010) | Площа        | Густота   | Міста | Муніц. | Баранґаї |  |
| --------------- | ---------------------- | ---------------- | ------------ | --------- | ----- | ------ | -------- |  |
| Західний Негрос | Баколод                | 2 396 039        | 7 802,5 км2  | 310/км2   | 12    | 19     | 601      |  |
| Східний Негрос  | Думагуете              | 1 286 666        | 5 385,5 км2  | 240/км2   | 6     | 19     | 557      |  |
| Баколод         | -                      | 511 820          | 162,7 км2    | 3 100/км2 | -     | -      | 61       |  |
| Всього          | Всього                 | 4 194 525        | 13 350,7 км2 | 310/км2   | 19    | 38     | 1 219    |  |
|                 |                        |                  |              |           |       |        |          |  |

Острівний регіон Негрос має найменшу кількість провінцій серед регіонів Філіппін (лише дві). До його складу також входять 19 міст, що ставить його на друге місце за кількістю міст серед регіонів Філіппін після Калабарсона.
Місто Баколод хоча є столицею регіону, але має незалежне від провінцій управління.